# Dommitzsch

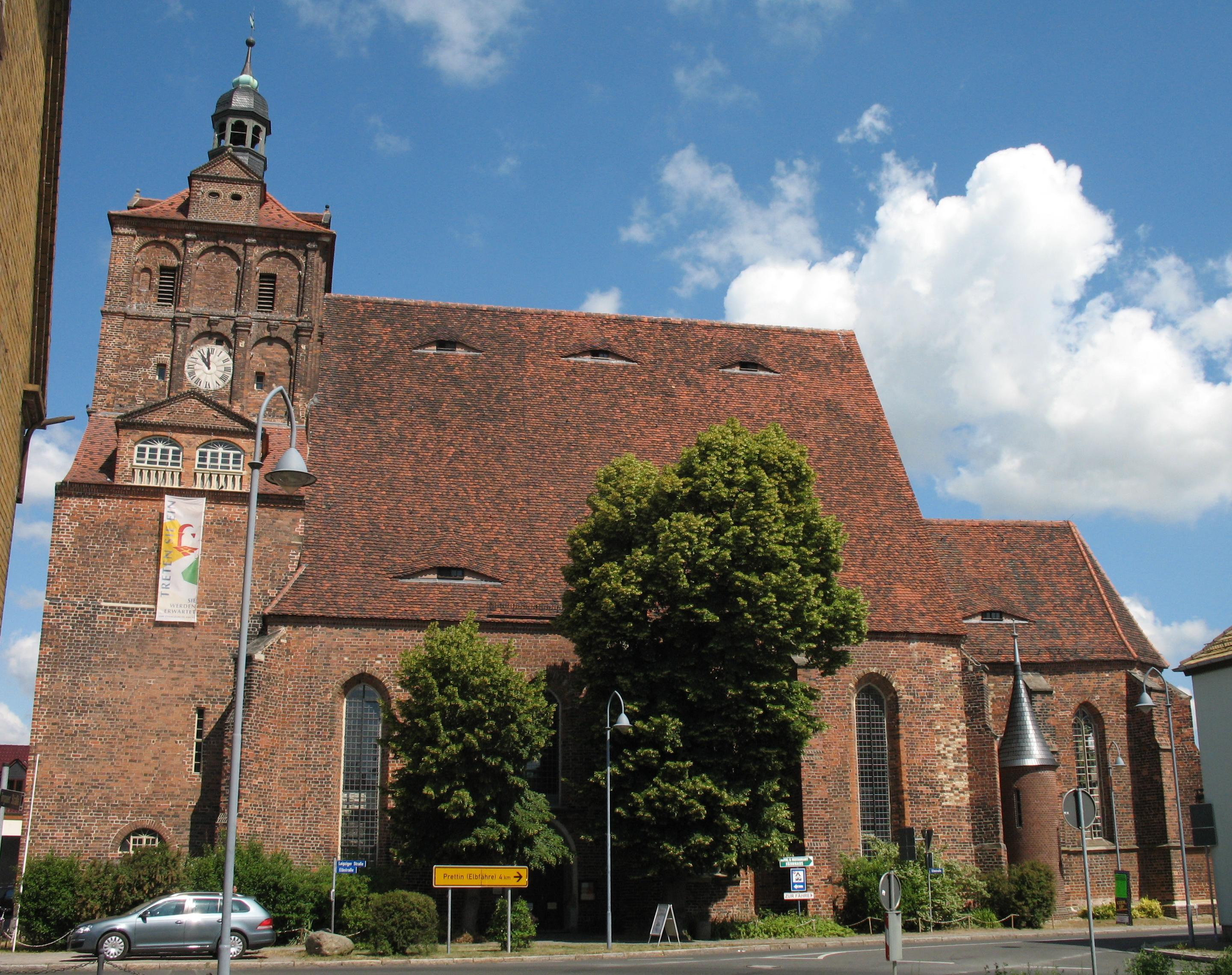
Chiesa

Dommitzsch è una città del libero stato della Sassonia, Germania, nel circondario della Sassonia settentrionale.